# Dennis Russell Davies

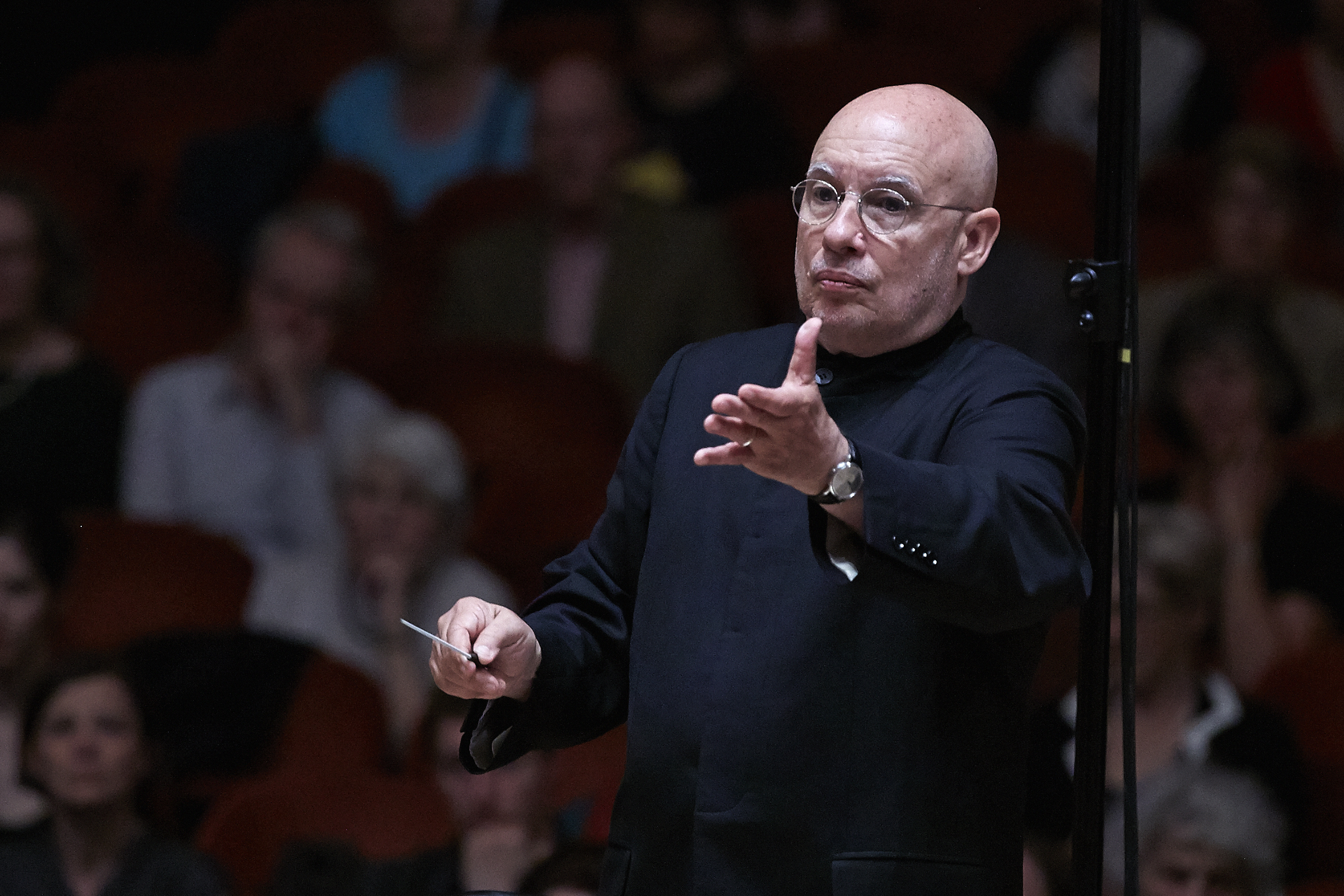
Dennis Russell Davies (2013)

Dennis Russell Davies (* 16. April 1944 in Toledo, Ohio, USA) ist ein US-amerikanischer Dirigent und Pianist.

## Leben und Wirken
Er studierte an der Juilliard School of Music in New York Klavier bei Lonny Epstein und Sascha Gorodnitski und Dirigieren bei Jean Paul Morel und Jorge Mester; an dieser Hochschule wurde er auch promoviert. Gemeinsam mit Garrett List gründete Davies das Julliard Ensemble. Er betätigte sich als Förderer zeitgenössischer Komponisten wie Hans Werner Henze, William Bolcom, Lou Harrison, Alan Hovhaness, John Cage, Philip Glass, Gija Kantscheli, Arvo Pärt, Virgil Thomson und Aaron Copland. So gab er zahlreiche Werke in Auftrag, leitete die Uraufführungen und nahm sie auf Tonträger auf. Zu nennen ist insbesondere die 1979 erfolgte Einspielung von Coplands Appalachian Spring mit dem Saint Paul Chamber Orchestra, für die er mit dem Grammy Award ausgezeichnet wurde, ferner Arvo Pärts Fratres und Miserere,  Heinz Winbecks 5. Sinfonie (2011 Linz), sowie  Philip Glass’ Opern und Sinfonien. Glass widmete ihm seine 5. Sinfonie, ebenso Lou Harrison seine 3. Sinfonie.
Davies war Music Director des Saint Paul Chamber Orchestra (1972–80). Zusammen mit dem Komponisten Francis Thorne gründete er 1977 in New York das American Composers Orchestra, das er bis 2002 leitete. Von 1991 bis 1996 war er Music Director des Brooklyn Philharmonic.
Ab 1980 amtierte er in Stuttgart als Generalmusikdirektor der Württembergischen Staatsoper (bis 1987). Dort leitete er u. a. die Inszenierungen der Opern Akhnaten und Satyagraha von Philip Glass und führte Standardrepertoire in oft innovativen und ungewöhnlichen Produktionen auf. Er arbeitete mit vielen Regisseuren zusammen, u. a. mit Robert Altman für eine Aufführung der Salome in Hamburg und hielt Positionen beim Stuttgarter Kammerorchester, dem Orchester der Beethovenhalle Bonn (1987–1995) und dem Radio-Symphonieorchester Wien (1996–2002). Von 2002 bis 2017 war er Chefdirigent des Bruckner Orchesters Linz und der Oper des Landestheaters Linz. Zwischen 2010 und 2016 war er zudem Chefdirigent des Sinfonieorchesters Basel. Seit 2018 amtiert Davies als Chefdirigent der Philharmonie Brünn. Seit dem 1. September 2020 ist er Chefdirigent des MDR-Sinfonieorchesters.
Davies leitete auch zahlreiche Festivalorchester, z. B. beim Aspen Music Festival, dem Cabrillo Music Festival, dem Saratoga Music Festival und dirigierte ab 1978 in drei Spielzeiten den Fliegenden Holländer bei den Bayreuther Festspielen. Als Gastdirigent leitete er in Übersee u. a. das Philadelphia Orchestra und die New York Philharmonic Orchestra. In Europa arbeitet er u. a. mit den Münchner und Berliner Philharmonikern und der Accademia di Santa Cecilia in Rom. Im Jahr 1998 eröffnete er die Salzburger Festspiele mit einer Neuproduktion von Kurt Weills Aufstieg und Fall der Stadt Mahagonny.
Ab 1997 hatte Davies eine Professur für Dirigieren am Salzburger Mozarteum inne. 2009 wurde er in die American Academy of Arts and Sciences gewählt.

## Auszeichnungen
- Der Asteroid (100485) Russelldavies ist nach ihm benannt
- 2014 Verleihung des Berufstitels Generalmusikdirektor[3] durch das Land Oberösterreich und die Theater- und Orchester GmbH